# غلوريا رودريغيز
غلوريا رودريغيز (بالإسبانية: Gloria Rodríguez)‏ هي دراجة إسبانية، ولدت في 6 مارس 1992 في توري باتشيكو في إسبانيا.

## وصلات خارجية
- غلوريا رودريغيز على موقع الاتحاد الدولي للدراجات (الإنجليزية)
- غلوريا رودريغيز على موقع أرشيف الدراجات (الإنجليزية)
- غلوريا رودريغيز على موقع إحصائيات الدراجات الإحترافية (الإنجليزية)
- غلوريا رودريغيز على موقع نسبة الدراجات (الإنجليزية)
- غلوريا رودريغيز على موقع CycleBase (الإنجليزية)